# 四国観光検定
四国観光検定（しこくかんこうけんてい）は、四国の観光等の知識を検定するご当地検定である。
当検定の目的は、四国の魅力を観光客に的確に案内できる人材の育成と、四国の一市民として観光客を受け入れられる意識態勢の整備である。2006年12月10日に、第一回が実施された。

## 試験概要
- 試験時間:80分
- 設問数:108問
  - 設問配分:4県問題＝各22問、全般＝20問
- 回答方式:4択マークシート
- 主催:四国観光協会連合
  - （財）徳島県観光協会
  - （社）香川県観光協会
  - （社）愛媛県観光協会
  - （財）高知県観光コンベンション協会

### 第一回実施内容
- 実施日:平成18年12月10日（日） 14:00～15:20
- 試験会場:愛媛県・香川県・徳島県・高知県の4県10会場